# موتورسواری اندرو

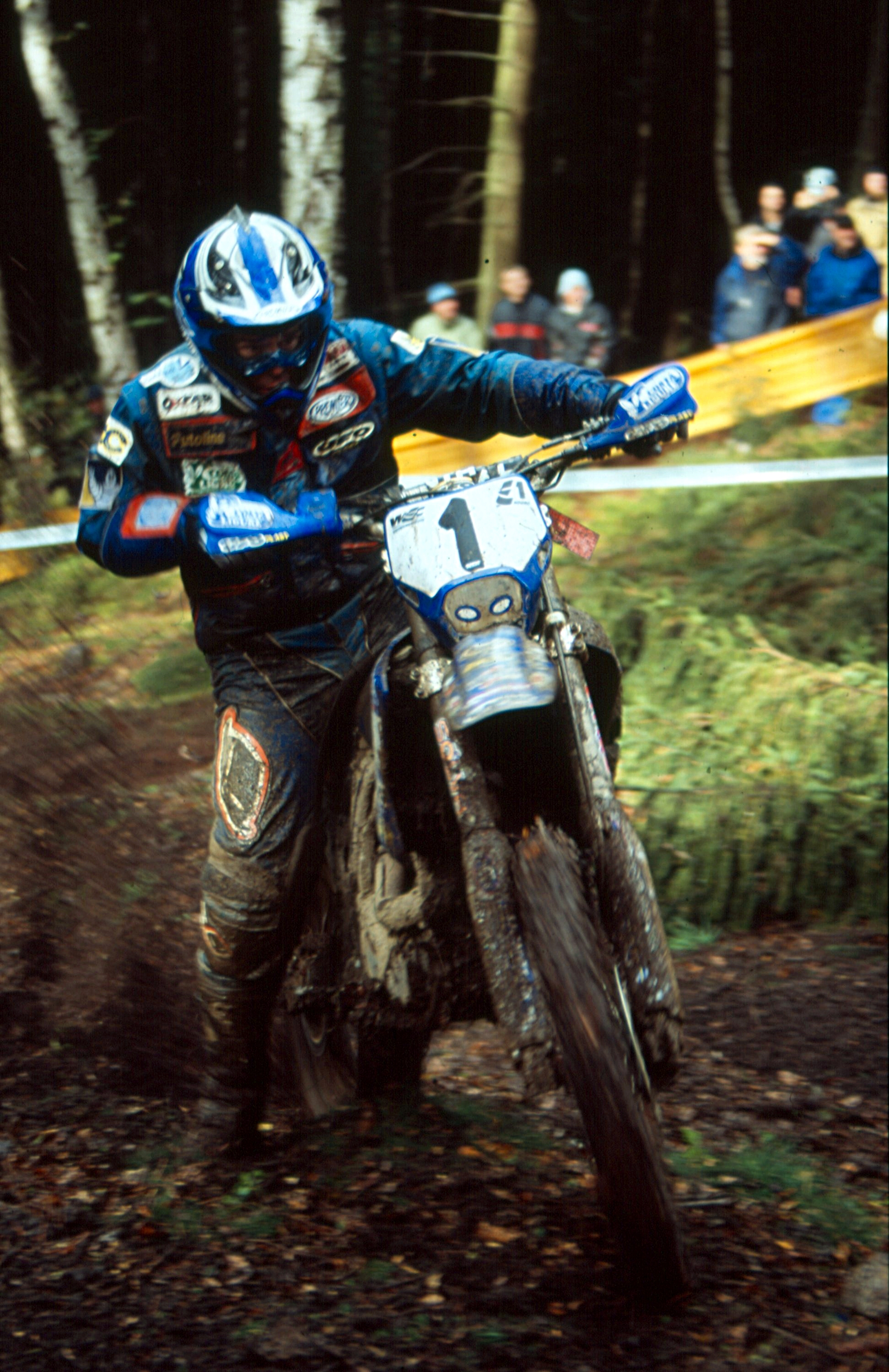
استفان مریمن قهرمان چهار دوره جهان با یک یاماها

اندرو یکی از رشته‌های ورزش موتورسواری آفرود است که در مسیرهای طولانی کراس کانتری و آفرود انجام می‌شود. موتورسواری اندرو شامل مانع‌ها و چالش‌های مختلفی است. نوع اصلی مسابقات اندرو و فرمتی که مسابقات قهرمانی جهان اندرو به آن برگزار می‌شود، یک مسابقهٔ زمان‌بندی شده‌است که موتورسوارها موظف هستند تا یک مسیر خاص رو در زمانی کمتر از زمان اعلام شده به پایان برساند.

## زمان‌گیری در اندرو

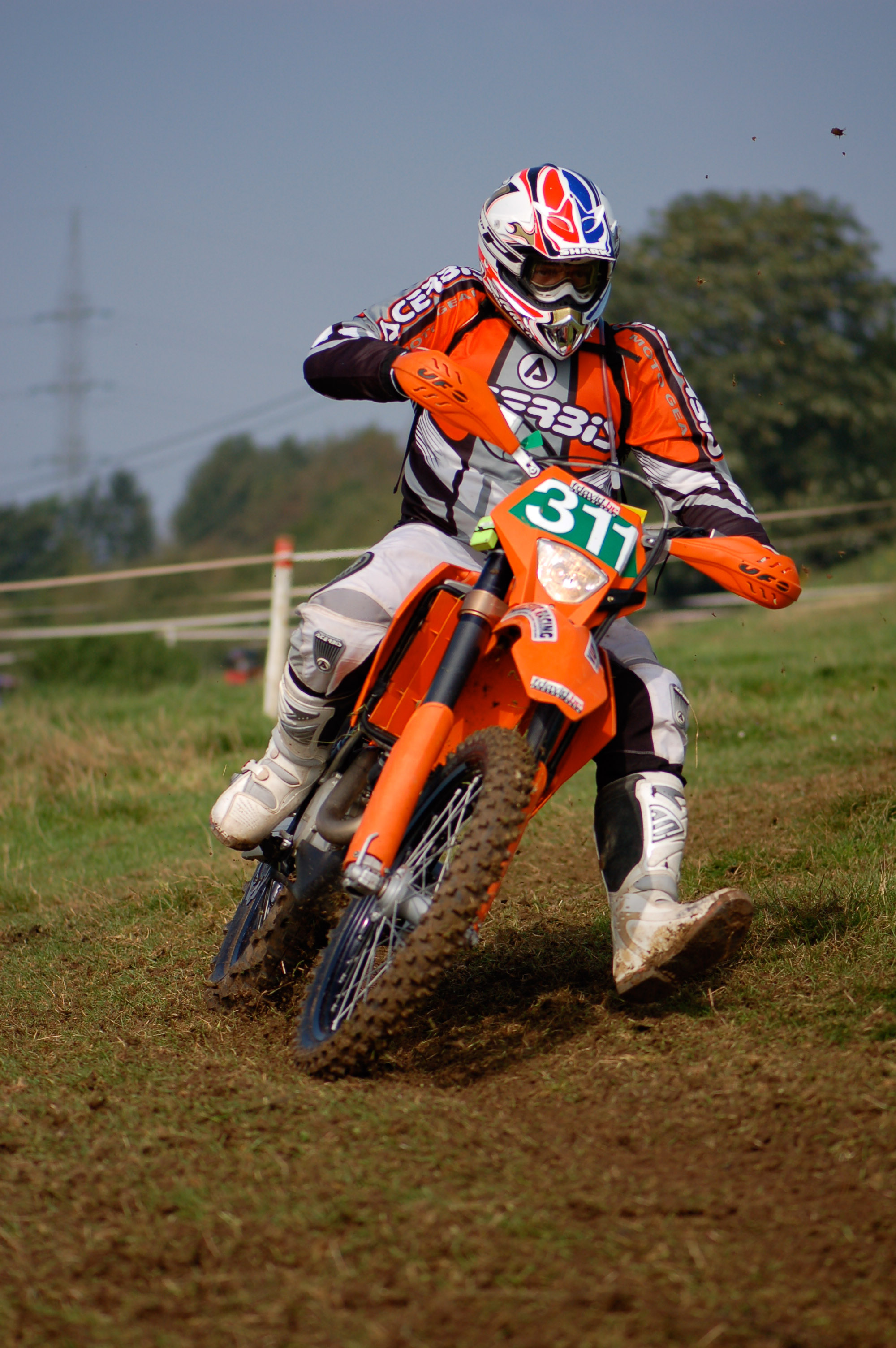
یک موتورسوار KTM در اندرو د دیننت سال ۲۰۰۷

در زمان‌گیری مسابقات موتور اندرو به روش سنتی، موتور سواران در گروه‌ها یا ردیف‌هایی در یک زمان مشخص شروع به حرکت می‌کند. هدف این مسابقه رسیدن موتورسوارها به ایست‌های بازرسی از پیش تعیین شده طبق یک برنامه زمان‌بندی دقیق است. ورود زودهنگام یا دیرهنگام در امتیاز موتورسوارها تأثیر می‌گذارد. در طول مسیر مسابقه مکان‌هایی برای سرویس موتورسیکلت و سوخت‌گیری نیز در نظر گرفته می‌شود. جریمه‌ها برای نرسیدن موتورسوار در زمان‌های تعیین شده در محل‌های تعیین شده یا برای استفاده از کمک‌های خارجی در مواردی که مجاز نیستند اعمال می‌شود.

## اندرو و رالی

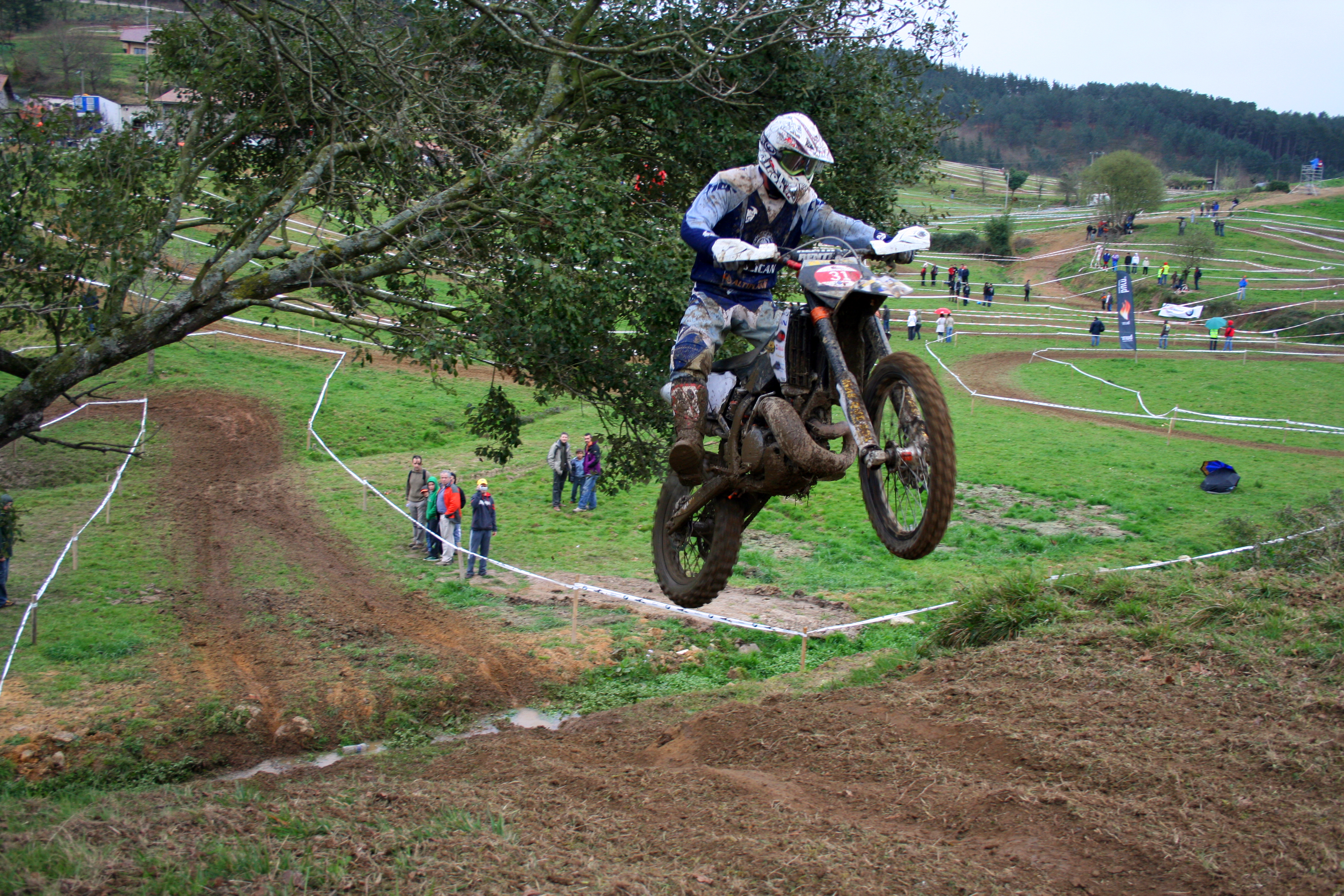
E2 پرش با دوچرخه در آراتازو، اسپانیا.

دو نوع مختلف مسابقهٔ موتورسواری اندرو وجود دارد - اندرو و رالی. در جامعهٔ بین‌المللی موتورسیکلت‌های آفرود، اصطلاح مسابقات اندرو به مسابقه‌هایی گفته می‌شود که در آن موتورسوار باید در طی زمانی مشخص از مکان‌های مشخص عبور کند. در این مسابقات موتورسوارها توسط ایست‌های بازرسی در طول مسیر مسابقه کنترل می‌شوند و بر اساس زمان رسیدن به مکان‌های مشخص بازرسی و در صورت داشتن تخلف جریمه می‌شوند.
از سوی دیگر، رالی‌ها در مسیرهای نقطه به نقطه برگزار می‌شوند که در آن موتورسواری که سریع‌ترین زمان رو ثبت می‌کند برنده اعلام می‌شود. در این نوع از مسابقه ممکن است طول مسیر کوتاه باشد پس عموماً مسیرها به صورت لوپ انتخاب می‌شوند و هر یک تکرار به عنوان یک دور درنظر گرفته می‌شود. گاهی هم این مسیر آنقدر طولانی است که موتورسواران هرگز از یک مسیر دوبار عبور نکنند.
در ایالات متحده آمریکا، فرمت رالی محبوبیت زیادی پیدا کرده‌است و در بسیاری از موارد از آن به عنوان «اندرو» یاد می‌شود. مسابقات ملی فدراسیون موتورسواری آمریکا از سال ۲۰۰۷ از فرمت مشابهی استفاده کرده‌است که به آن «استارت-کنترل / راه اندازی مجدد اندرو» گفته می‌شود. اعتقاد بر این است که این قالب برای موتورسواران جدید با کاهش پیچیدگی فرمت مسابقه و همچنین آسان‌تر کردن امتیازدهی برای برگزارکنندگان، قابل دسترس‌تر است.
هر دو نوع مسابقه تحت عنوان رالی یا اندرو دو ویژگی بارز مشترک دارند. آنها معمولاً در مقایسه با اکثر اشکال مسابقات موتورسواری طولانی‌تر هستند و مسیرهای مختلف آفرود را پوشش می‌دهند، گذر از مسیرها معمولاً بدون تکرار هست. نمونه‌هایی از این رالی‌ها عبارتند از Baja 500 و Baja 1000 که توسط SCORE International تبلیغ و اداره می‌شوند و از شناخته شده‌ترین مسابقات آفرود در مسافت‌های طولانی هستند. مسابقات آفرود چندین روز طول می‌کشند و دارای انواع مختلفی از مراحل هستند، برخی از آنها زمان‌بندی شده و برخی دیگر نیستند، عموماً رالی راید (اصطلاحی که به‌طور گسترده در بریتانیا استفاده می‌شود) نامیده می‌شوند. مترادف با رالی آفرود مانند رالی داکار.

## موتور سیکلت اندرو

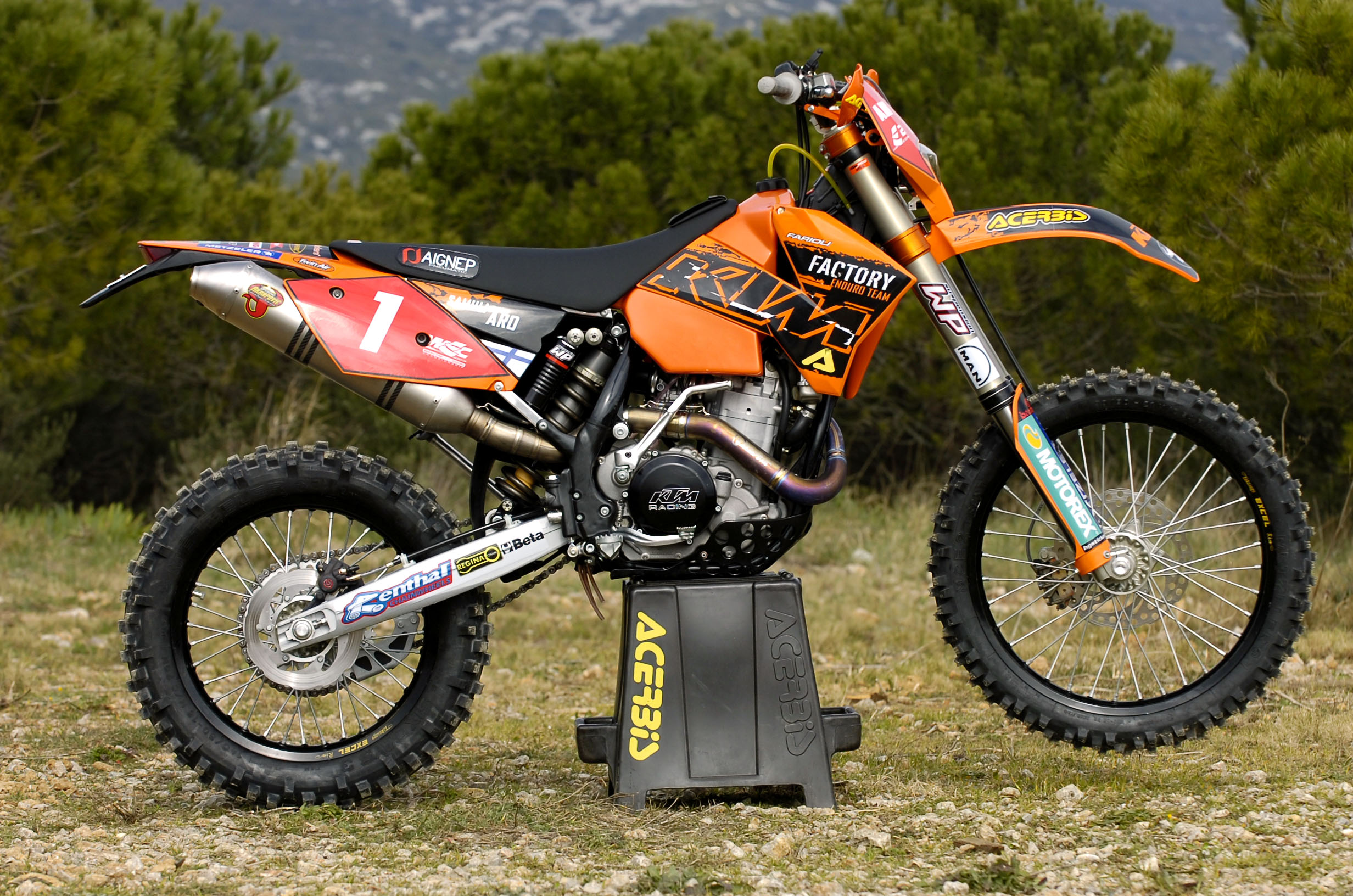
موتور مدل WEC E2.

یک موتور سیکلت اندرو برای ماهیت این ورزش تخصصی سازی شده‌است، با کمک جلوهای بلند یک موتور کراس همراه با ویژگی‌های مورد نیاز برای قانونی کردن آن‌ها برای رانندگی در جاده‌های شهری. موتورها عموماً تک سیلندر دو زمانه بین ۱۲۵ تا ۳۰۰ سی سی یا چهار زمانه بین ۲۵۰ تا ۶۵۰ سی سی هستند. در سال ۱۹۷۳ یاماها موتورسیکلتی را برای استفاده در مسیرهای پیاده‌روی معرفی کرد که عبارت اندرو را روی پنل‌های کناری آن نوشته بود.
مسابقات قهرمانی جهان اندرو و چندین مسابقات قهرمانی دیگر در حال حاضر موتورسیکلت‌های اندرو را در سه کلاس دسته‌بندی می‌کنند.
1. اندرو (۱۰۰–۱۲۵ سی سی دو زمانه یا ۱۷۵–۲۵۰ سی سی چهار زمانه)
2. اندرو (۲۵۰–۱۷۵ سی سی دو زمانه یا ۲۹۰–۴۵۰ سی سی چهار زمانه)
3. اندرو (۲۹۰–۵۰۰ سی سی دو زمانه) یا ۴۷۵–۶۵۰ سی سی چهار زمانه).

## مسابقات

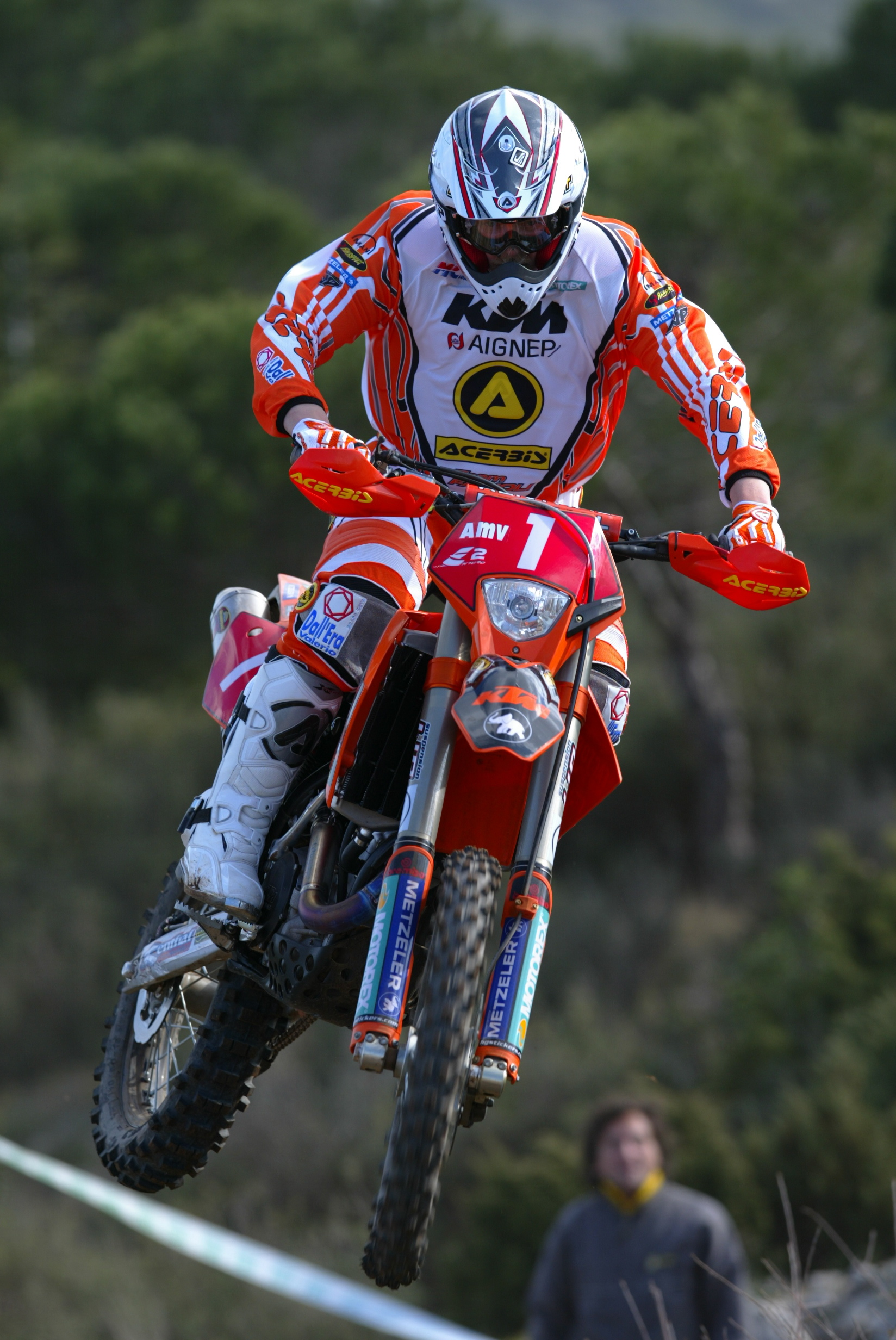
سامولی آرو سوار بر کی تی ام خود در مسابقات قهرمانی جهان.

مسابقات مهم در تقویم اندرو شامل مسابقات جهانی اندرو (WEC)، مسابقات بین‌المللی شش روزه اندرو (ISDE) و چندین مسابقات قهرمانی ملی است. سازمان جهانی اندرو، فدراسیون بین‌المللی موتورسواری (FIM) است. در ایالات متحده، سازمان ملی، انجمن موتور سیکلت آمریکا (AMA) است. در بریتانیا، سازمان ملی اتحادیه موتورسواری است.

### مسابقات جهانی اندرو
مسابقات قهرمانی جهان اندرو (WEC) در سال ۱۹۹۰ آغاز شد و جایگزین مسابقات قهرمانی اندرو اروپا شد که از سال ۱۹۶۸ برگزار می‌شد. مسابقات تحت نظر فدراسیون موتورسواری جهان برگزار می‌شوند و عموماً شامل هشت یا نه جایزهٔ بزرگ هستند که در سراسر جهان پخش می‌شود. این رویدادها به دو روز (و دو مسابقه مختلف) تقسیم می‌شوند که با نتایج حاصل شده از آنها قهرمان سال جهان مشخص می‌شود. هر دور شامل یک قسمت تقریباً شبیه به مسابقات موتورسواری کراس و یک قسمت مربوط به عبور از موانع دشوار شبیه به مسابقات موتورسواری تریال با موتورسیکلت اندرو هست به علاوهٔ قسمت‌هایی که به سبک موتورسواری اندرو طراحی شده‌اند. در فصل ۲۰۰۸، میکا آهولای هوندا برنده کلاس یک اندرو شد، جانی اوبرت یاماها در کلاس دو اندرو و سامولی آرو KTM پنجمین عنوان خود را در کلاس سه اندرو کسب کردند.

### مسابقات جهانی سوپر اندرو
مسابقات جهانی سری سوپر اندرو «WESS» است که در سال ۲۰۱۸ آغاز شده‌است. تمام مسابقات این سری قبلاً به صورت مسابقات جداگانه برگزار می‌شد و این مجموعه ۱۱ مسابقه را از سراسر اروپا برای مشخص شدن قهرمان جهان اندرو برگزار می‌کند. هر ساله بهترین اندرو سواران از سراسر جهان برای رقابت در مسابقات اکستریم اندرو، اندرو کلاسیک و اندرو به این مسابقات می‌آیند. ردبول پخش این مسابقات را در یوتیوب پوشش می‌دهد.

### ISDE
مسابقات بین‌المللی شش روزه اندرو (ISDE) از سال ۱۹۱۳ برگزار می‌شد و این مسابقات از قدیمی‌ترین مسابقات آفرود در تقویم فدراسیون موتورسواری جهانی است. در این مسابقات بهترین موتورسواران به عنوان نمایندهٔ تیم ملی خود گرد هم می‌آیند و اغلب از آن به عنوان «جام جهانی اندرو» یا «المپیک موتورسواری» یاد می‌شود.

### مسابقات منطقه ای
علاوه بر مسابقات و کلاس‌هایی که توسط انجمن‌های ملی (مثل فدراسیون‌ها) تأیید شده‌اند، تعداد زیادی مسابقه نیز در سطح محلی و منطقه‌ای توسط نهادهای حاکم کوچکتر برگزار می‌شود.
در ایالات متحده، این مسابقات شباهت زیادی به مسابقات تأیید شده AMA یا همان فدراسیون موتورسواری آمریکا دارند که از کلاس‌های مهارتی مشابه آ، ب، س استفاده می‌کنند. بسیاری از موتورسواران حرفه مسابقات خود را در مسابقاتی مانند این شروع می‌کنند.

## معروفیت

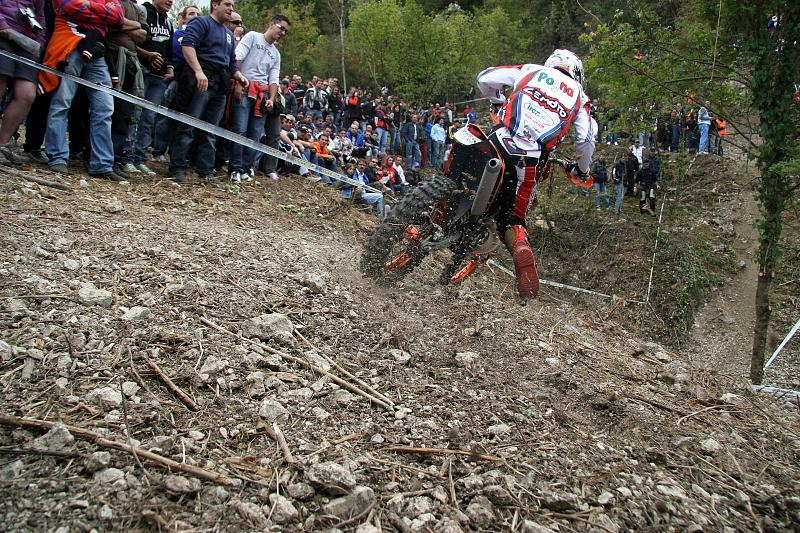
تماشاگران یک موتورسوار کلاس جوان را در ایتالیا تماشا می‌کنند.

معروفیت اندرو بسته به قاره، کشور، منطقه و حتی بر اساس نوع مسابقات بسیار متفاوت است.

## متنوع بودن
علاوه بر رالی و رالی راید، مسابقات آفرود دیگری نیز وجود دارد که بسیار شبیه به مسابقات اندرو هستند، اما از این نظر متفاوت هستند که لزوماً مسابقات آن‌ها محدودیت زمانی ندارد و اغلب توسط ارگان‌های دیگری غیر از سازمان‌های اصلی مورد تأیید قرار می‌گیرند.